# Jens Oddershede
Jens Nørgaard Oddershede (født 19. august 1945) er dr.scient. i kemi og var fra 2001-2014 rektor for Syddansk Universitet. I perioden 2005-2014 var han desuden formand for Rektorkollegiet.
Han blev student fra Thisted Gymnasium i 1964 og tog embedseksamen med hovedfag i kemi og bifag i fysik fra Aarhus Universitet i 1970. doktorgraden erhvervede han i 1978. 
I årene fra 1967 til 1977 var han ansat som instruktor, amanuensisvikar, stipendiat, seniorstipendiat, forskningsrådsstipendiat og lektorvikar ved Kemisk Insititut, Aarhus Universitet. I december 1977 blev han ansat ved Kemisk Institut, Odense Universitet, først som lektor og fra 1988 som professor. 
Derudover har han været gæsteansat ved flere udenlandske universiteter, bl.a. som postdoctoral fellow ved University of Utah og gæsteprofessor ved University of Florida.
Oddershede har desuden haft en lang række poster i flere bestyrelser, bl.a. Odense Erhvervsråd,  Syddanske Forskerparker og Akademiet for de Tekniske Videnskaber. Han er desuden bestyrelsesformand for Dansk Naturvidenskabsformidling.
Jens Oddershede har siden 24. marts 2010 været Kommandør af Anerkendelseskorset.